# فقعيات
الفقعيات (الاسم العلمي: Lycoperdales)، تصنيف سابق من الفطريات. كانت تضم في ما مضى بعض الأنواع المعروفة مثل فطر نفاث ناضج والنيجميات وغيرها من الفطريات الدرنية.